# Галлешер (футбольный клуб)
«Галлешер» (нем. Hallescher FC) — немецкий футбольный клуб из города Галле, Саксония-Ангальт.

## История
История «Галлешер ФК» начинается с формирования в 1946 году клуба SG Glaucha в оккупированной Советским Союзом Восточной Германии на базе клуба Hallescher Fußball-Club Wacker, который был основан в 1900 году. Как это было распространено в ГДР в то время, клуб часто менял названия, впервые клуб сменил название на SG Freiimfelde Halle в 1948 году. В следующем году клуб выиграл чемпионат ГДР уже как ZSG Union Halle и повторил этот успех в 1952 году. Дальнейшие изменения названия: BSG Turbine Halle (1953); SC Chemie Halle-Leuna (1957); SC Chemie Halle (1958).

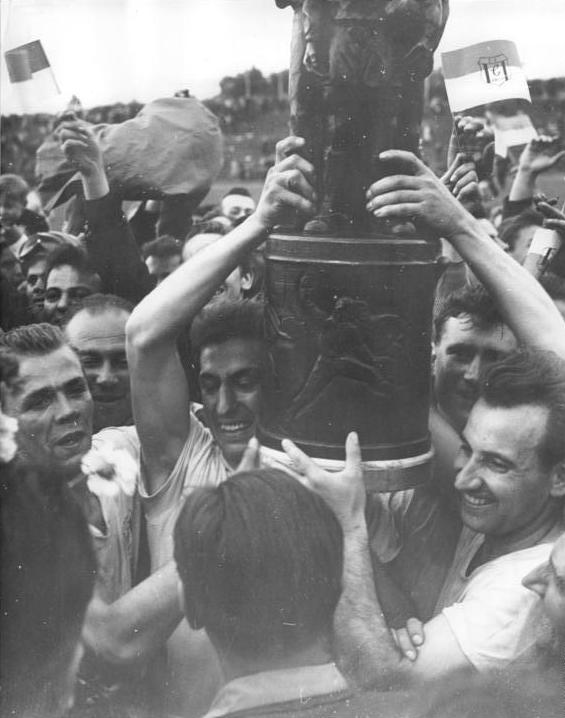
Победа в Кубке ГДР 1962 года

Наконец, в 1966 году клуб в последний раз сменил имя на FC Chemie Halle. Это изменение отражает отделение футбольных клубов от своих родительских спортивных клубов по всей Восточной Германии — таким образом восточно-немецкие спортивные чиновники стремились создать мощную национальную сборную. Под названием «Турбине» команда выиграла свой первый Кубок ГДР в 1956 году, а второй — в 1962 году, но уже как «Хеми». Клуб играл в Оберлиге ГДР средне, иногда вылетая из неё. Их лучшим результатом в этот период было третье место в Оберлиге в сезоне 1970/71, что дало клубу право выступить в Кубке УЕФА.

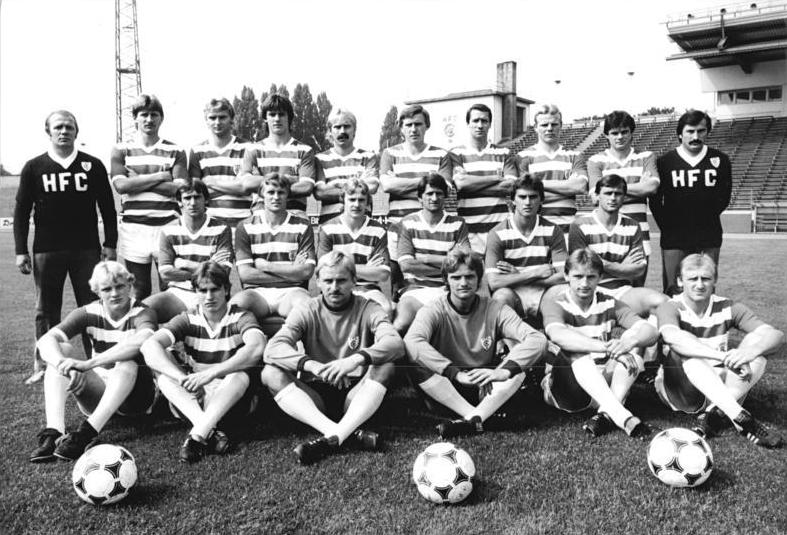
Команда 1983 года

С объединением Германии в 1990 году после слияния чемпионатов ФРГ и ГДР клуб попал во Вторую Бундеслигу, сменив название на «Галлешер». Клуб докатился до Фербандслиги Саксония-Анхальт в сезоне 1995/96. Постепенно «Галлешер» выправил положение и сейчас выступает в Третьей лиге.

## Достижения
- Чемпион ГДР: 1949, 1951/52
- Обладатель Кубка ГДР: 1956, 1962

## Участия в еврокубках
| Сезон   | Турнир                   | Раунд        | Соперник       | Первый матч    | Ответный матч  | Общий счёт |  |
| ------- | ------------------------ | ------------ | -------------- | -------------- | -------------- | ---------- |  |
| 1962/63 | Кубок обладателей кубков | Первый раунд | ОФК Белград    | 0:2 (в гостях) | 3:3 (дома)     | 3:5        |  |
| 1971/72 | Кубок УЕФА               | Первый раунд | ПСВ Эйндховен  | 0:0 (дома)     | -:+ (в гостях) | -:+        |  |
| 1991/92 | Кубок УЕФА               | Первый раунд | Торпедо Москва | 2:1 (дома)     | 0:3 (в гостях) | 2:4.       |  |

В 1988 и 1991 годах участвовал также в Кубке Интертото.

## Стадион
|  |  |  |

Примечания:
1. ↑  В программе «Футбольное обозрение» в 1991 году команда называлась и обозначалась как «Галле»[3][4].
2. ↑  После пожара в гостинице Эйндховена, унёсшего жизни 9 человек, включая 21-летнего игрока «Хеми Гале» Вольфганга Хоффмана, немецкая команда отказалась от участия в матче[5].